# Tejstymy (Kolno)
Tejstymy (deutsch Teistimmen) ist ein Ort in der polnischen Woiwodschaft Ermland-Masuren. Er gehört zur Gmina Kolno (Landgemeinde Groß Köllen) im Powiat Olsztyński (Kreis Allenstein).

## Geographische Lage
Tejstymy liegt 500 Meter östlich des Jezioro Tejstymy (deutsch Teistimmer See, auch: Bössauer See) in der nördlichen Mitte der Woiwodschaft Ermland-Masuren, 18 Kilometer südwestlich der früheren Kreisstadt Rößel (polnisch Reszel) bzw. 35 Kilometer nordöstlich der heutigen Kreismetropole und auch Woiwodschaftshauptstadt Olsztyn (deutsch Allenstein).

## Geschichte
1357 ist das Gründungsjahr des nach 1386 noch Teystimme genannten Gutsorts. 1785 wurde der Ort als adliges Gut und Vorwerk mit 14 Feuerstellen erwähnt, 1820 als adliges Gut mit neun Feuerstellen bei 103 Einwohnern.
Als 1874 der Amtsbezirk Lautern (polnisch Lutry) im ostpreußischen Kreis Rößel gebildet wurde, gehörte der Gutsbezirk Teistimmen zu den eingegliederten Kommunen.
1885 waren in Teistimmen 173 Einwohner gemeldet, und 1910 waren es 243.
Am 30. September 1928 verlor der Gutsbezirk Teistimmen seine Eigenständigkeit und wurde in die Landgemeinde Görkendorf (polnisch Górkowo) eingegliedert, gleichzeitig jedoch wurde die Landgemeinde Görkendorf in „Landgemeinde Teistimmen“ umbenannt.
Die auf diese Weise neu formierte Landgemeinde Teistimmen zählte – nun auch mit den Ortschaften Augustwalde (polnisch Augustówka), Görkendorf (Górkowo), Ludwigsmühl (Młyńczysko) und Rudolfswalde (Młodocin) – 321 Einwohner im Jahre 1933, und 292 Einwohner im Jahre 1939.
1945 erhielt Teistimmen im Rahmen der Abtretung des gesamten südlichen Ostpreußen an Polen die polnische Namensform „Tejstymy“ und ist heute eine Ortschaft im Verbund der Landgemeinde Kolno (Groß Köllen) im Powiat Olsztyński (Kreis Allenstein), zwischen 1975 und 1998 der Woiwodschaft Olsztyn, seither der Woiwodschaft Ermland-Masuren zugehörig.

## Kirche
Bis 1945 war Görkendorf resp. Teistimmen in die evangelische Kirche Bischofsburg (polnisch Biskupiec) in der Kirchenprovinz Ostpreußen der Kirche der Altpreußischen Union, außerdem in die römisch-katholische Kirche Lauern (polnisch Lutry) im damaligen Bistum Ermland eingepfarrt.
Dieser kirchliche Bezug besteht auch heute noch für Tejstymy: katholischerseits zur Pfarrei Lutry, jetzt dem Erzbistum Ermland zugeordnet, und evangelischerseits zu Biskupiec und der dortigen Kapellengemeinde, jetzt einer Filialgemeinde der Pfarrei Sorkwity (Sorquitten) in der Diözese Masuren der Evangelisch-Augsburgischen Kirche in Polen.

## Verkehr
Tejstymy liegt an der verkehrsreichen polnischen Landesstraße 57 – hier im Abschnitt der einstigen deutschen Reichsstraße 128 –, die die Woiwodschaft Ermland-Masuren in Nord-Süd-Richtung durchzieht und bis in die Woiwodschaft Masowien hineinführt. Kleine Nebenstraßen verbinden den Ort mit der Region. 
Eine Bahnverbindung besteht über die Bahnstation in Górowo (Bergenthal) an der heute von Posen bis nach Korsze (Korschen) führenden Bahnstrecke, die jetzt nicht mehr nach Nordostpreußen in die russische Oblast Kaliningrad bis Tschernjachowsk (Insterburg) verläuft.

## Persönlichkeit des Ortes
- Hanns Radau (* 24. März 1901 in Teistimmen), deutscher Lehrer, Schriftsteller und Bildhauer († 1960)